# Wedoquella
Genre
Wedoquella est un genre d'araignées aranéomorphes de la famille des Salticidae.

## Distribution
Les espèces de ce genre se rencontrent en Argentine, au Paraguay et en Bolivie.

## Liste des espèces
Selon World Spider Catalog (version 20.0, 11/07/2019) :
- Wedoquella apnnea Rubio, Nadal & Edwards, 2019
- Wedoquella denticulata Galiano, 1984
- Wedoquella karadya Rubio, Baigorria & Edwards, 2019
- Wedoquella macrothecata Galiano, 1984
- Wedoquella punctata (Tullgren, 1905).

## Publication originale
- Galiano, 1984 : Descripcion de Wedoquella nuevo genero (Araneae, Salticidae). Journal of Arachnology, vol. 11, p. 343-352 (texte intégral).